# Monazit-(La)
Monazit-(La) je fosforečnan vzácných zemin ze skupiny monazitu, chemický vzorec je (La,Ce,Nd)PO4. Název pochází z řeckého „monazeis“, znamenající „být samotný, osamocený“, pro svoji vzácnost na prvních lokalitách, kde byl nalézán. Název byl uznán Mezinárodní mineralogickou asociací v roce 1966. 
Monazit je monoklinické soustavy = třída 2/m. Systematické zařazení podle Strunze je 8.AD.50. Typové lokality jsou masív Kounrad, region Balchaš, Džezkazganská oblast, Kazachstán, Mars Hill, Severní Karolína, USA.

## Vznik
Monazit je hojným akcesorickým minerálem intruzívních hornin, zejména granitů, charnockitů a syenitických vyvřelin, dále v žilných aplitech a žulových pegmatitech, odkud pocházejí největší krystaly monazitu, místy na žilách s Sn-W mineralizací s greiseny. Vyskytuje se v sedimentárních horninách, akcesoricky v rulách či ftanitech. Nejčastější a praktickým významem největší jsou však aluviální ložiska, zejména mořská. 

## Morfologie
Tvoří tence až tlustě tabulkovité krystaly, též zrnité či celistvé agregáty. Krystaly jsou často zdvojčatělé podle {100}, obvykle však s nedokonale vyvinutými plochami. 

## Vlastnosti

### Krystalografie
Monazit krystaluje v monoklinické soustavě, třída 2/m, grupa P 21/n. Rozměry buňky a=6,79, b=7,01, c=6,46, Z=4. 

### Fyzikální vlastnosti
Tvrdost 5-5,5 (Mo), hustota 4,8-5,5 g/cm3, průměrná 5,15. Štěpnost je dobrá podle {001}, nedokonalá dle {100}. Je slabě magnetický a radioaktivní. Lasturnatý, nepravidelný lom. Je křehký. 

### Optické vlastnosti
Barvy je hnědé, žlutohnědé, žluté či růžové. Lesk skelný, pryskyřičný. Je průhledný až částečně průsvitný. Vryp je šedobílý, luminiscence chybí, pleochroismus nebyl pozorován či slabě žlutý až žlutozelený. Monazit je dvojosý, optický pozitivní, nα=1,77-1,8, nβ=1,771-1,802, nγ=1,83-1,85, 2V=12°. 

### Chemické vlastnosti
Průměrné chemické složení:
- La 28,95 %
- Ce 14,60 %
- Th 4,84 %
- P 12,91 %
- Nd 12,02 %
- O 26,68 %

Dává reakci na PO4, nesnadno rozložitelný v kyselinách. 

## Příbuzné minerály
cheralit, monetit, xenotim-(Y), černovit-(Y), švenekit, ximengit, buchwaldit.

## Parageneze
V syenitech a karbonatitech s barytem, bastnäsitem-(Ce), se zirkonem, fergusonitem jako produkt albitizace žul, v pegmatitech se skorylem, xenotimem-(Y) a písekitem, minerály TR a radioaktivními minerály, s kasiteritem, wolframitem a molybdenitem na Sn-W žilách.

## Získávání
Nejdůležitější jsou aluviální ložiska, zejména mořská rýžoviska, dále ložiska v pegmatitech.

## Využití
Ruda vzácných zemin.

## Výskyt
- Wolfach, Kruft, Mendig (Německo)
- Potosí (Bolívie)
- pohoří Erongo (Namibie)
- jezero Lov (Rusko)
- St. Hilary (Spojené království)
- Goldstrike Mine (Nevada, USA)